# 2001 en Alberta
Chronologie de l'Alberta
- 1997
- 1998
- 1999
- 2000
- 2001
- 2002
- 2003
- 2004
- 2005

Cette page concerne des événements qui se sont produits durant l'année 2001 dans la province canadienne de l'Alberta.

## Politique
- Premier ministre :  Ralph Klein du parti Progressiste-conservateur
- Chef de l'Opposition : Nancy MacBeth puis Ken Nicol à partir du 15 mars.
- Lieutenant-gouverneur : Lois Hole.
- Législature :

## Événements
- Mise en service de la TransCanada Tower, immeuble de bureaux de 177 mètres de hauteur situé à Calgary[1].
- 12 mars : élection générale en Alberta — le Parti progressiste-conservateur conserve sa majorité à l'Assemblée législative ; le Parti libéral forme l'opposition officielle.
- 15 mars : Ken Nicol remplace Nancy MacBeth à la tête de l'opposition officielle.

## Naissances
- 21 janvier : Kirby Dach (né à St. Albert), joueur canadien de hockey sur glace. Il évolue à la position de centre[2].

- 26 janvier : Peyton Krebs (né à Okotoks), joueur professionnel canadien de hockey sur glace. Il évolue à la position de centre[3].

- 24 février : Jackson Kinniburgh, né à Calgary[4], coureur cycliste canadien, membre de l'équipe DC Bank-Probaclac. Il participe à des compétitions sur route et sur piste.

- 28 mai : Brayden Tracey (né à Calgary), joueur professionnel canadien de hockey sur glace. Il évolue au poste d'ailier gauche.

## Décès
- 27 juillet : Rhonda Ann Sing (née le 21 février 1961 à Calgary (Alberta) et morte à Calgary[5],[6]) aussi connue sous le nom de Bertha Faye, catcheuse (lutteuse professionnelle). Bien que d'origine canadienne et qu'elle ait lutté pendant une courte période aux États-Unis à la fin des années 1990, elle a passé la majorité de sa carrière et acquis la célébrité au Japon, où elle luttait sous le pseudonyme de Monster Ripper.

- 5 octobre : Zoltán Székely, né le 8 décembre 1903 à Kocs (Autriche-Hongrie, aujourd'hui en Hongrie) et mort à Banff, violoniste et compositeur hongrois.